# Carrick River
Der Carrick River ist ein Fluss im Südwesten der Südinsel Neuseelands und Teil des Fiordland-Nationalparks. Seine Quellflüsse liegen an verschiedenen Überläufen namenloser Seen in der Dark Cloud Range, deren höhere Gipfel Höhen zwischen 1000 m und 1500 m erreichen. Der Fluss mündet nach dem Durchströmen des Lake Victor in den Te Korowhakaunu / Kanáris Sound, einen Meeresarm der Tasmansee an der Südwestspitze der Südinsel.
Der Fluss trug vormals die Bezeichnung Flood Creek. Den heutigen Namen erhielt er zu Ehren des Historikers Ro Carrick.